# Henry Borsook
Henry Borsook (* 1897 in London; † 6. März 1984 in Santa Barbara, Kalifornien) war ein US-amerikanischer Biochemiker.

## Leben
Borsook wuchs ab 1907 in Toronto auf und studierte ab 1917 an der University of Toronto. Er promovierte dort sowohl in Biochemie als auch in Medizin. Ab 1929 war er Assistant Professor und später Professor für Biochemie am Caltech, wo er bis zu seiner Emeritierung 1968 blieb. Auch danach forschte er bis 1977 in Berkeley weiter.
Er war ein früher Forscher auf dem Gebiet der Proteinsynthese in den 1920er Jahren. Mit Hugh Huffman widerlegte er die damalige Ansicht, dass die Proteinsynthese im Körper der Umkehrprozess der Wirkung proteolytischer Enzyme wie Pepsin oder Trypsin ist. (Die gleiche Entdeckung machte unabhängig davon auch Paul Zamecnik.) Das erfolgte durch Anwendung von thermodynamischen Überlegungen. In den 1930er Jahren erforschte er die Wirkung der Vitamin B Gruppe. Danach beschäftigte er sich mit Ernährungsfragen. Das führte auch zu praktischen Anwendungen: Zum Beispiel  entwickelte er sogenanntes Multipurpose Food (MPF) basierend auf Sojabohnen. Im Zweiten Weltkrieg arbeitete er für das Food and Nutrition Board und nach dem Krieg als Berater der Meals for Millions Foundation, die er 1946 mit dem Philanthropen und Restaurant-Kettenbesitzer Clifford Clinton gründete. Sie wollten darin mit MPF den Welthunger bekämpfen.
Henry Borsook wird mit Paul Zamecnik die Entdeckung (1956) zugeschrieben, dass die Proteinsynthese innerhalb der Zelle in den Ribosomen des endoplasmatischen Retikulums stattfindet. Borsook untersuchte damals die Proteinsynthese im menschlichen Körper mit Hilfe von radioaktiven Isotopen. Er befasste sich auch mit Hämoglobin und Erythropoetin sowie Herzkrankheiten.
1957 erhielt er den Groedel Memorial Award des American College of Cardiology.
Sein Hobby war Kunstgeschichte, wobei es ihm besonders die Rokoko-Kirchen in Bayern und Tirol angetan hatten.

## Schriften
- Biosynthesis of Peptides and Proteins, J. Cell Comp. Physiol., Band 47, Suppl., 1956, S. 35–80
- Vitamins: What they are, Jove Publ. 1982
- Der Hungrige kann nicht warten, Deutsche Buchgemeinschaft 1989